# Galassia irregolare

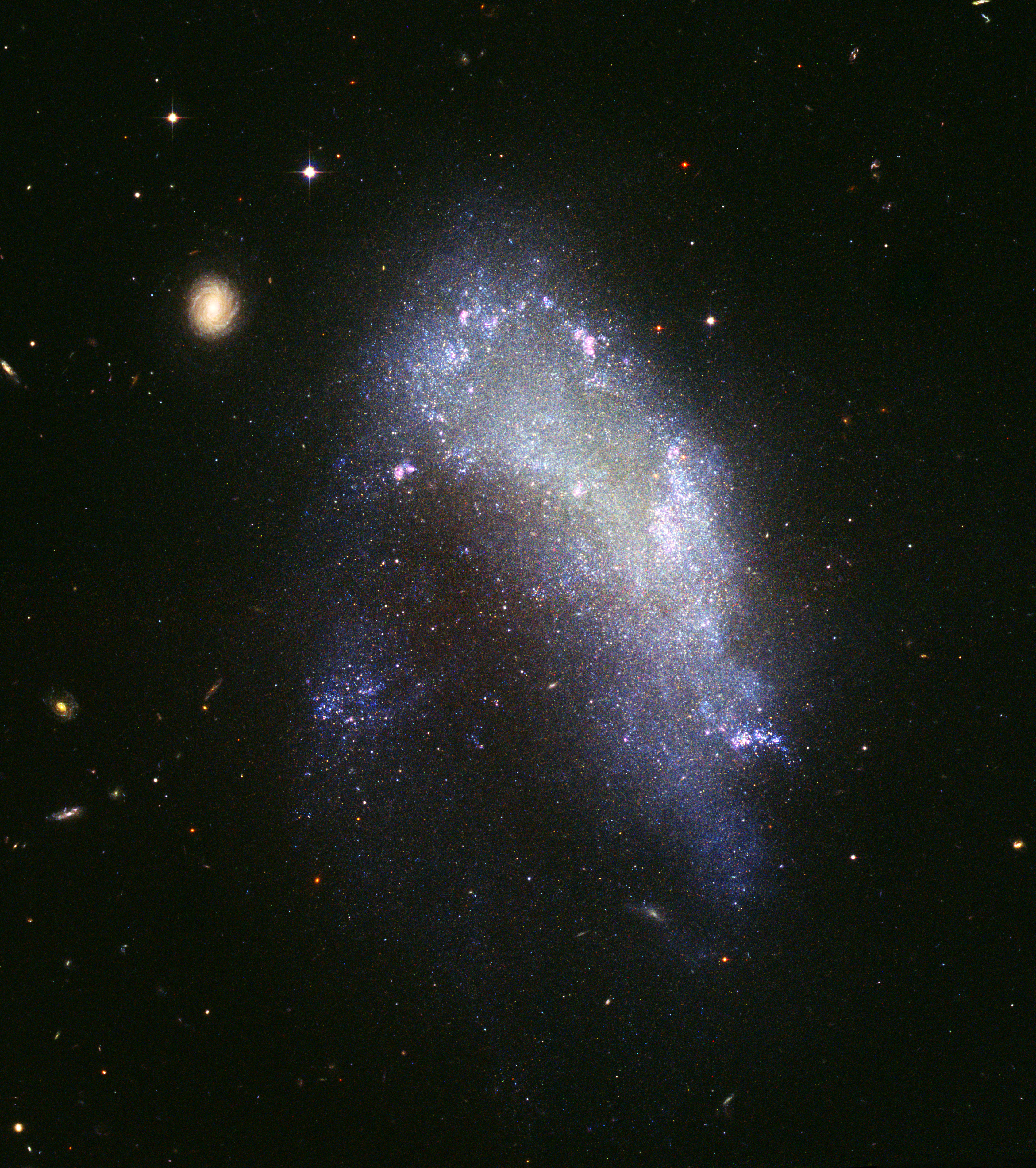
La galassia irregolare NGC 1427A

Una galassia irregolare è una galassia che non mostra nessuna struttura regolare o discernibile e che per questa ragione è classificata a parte nella classificazione di Hubble delle galassie.
Non ha nessuna caratteristica delle galassie a spirale o delle galassie ellittiche. L'irregolarità può essere causata da parecchi fenomeni, come la fusione tra galassie o la deformazione dovuta all'effetto gravitazionale di una galassia vicina più massiccia (come le Nubi di Magellano).
Le galassie irregolari sono generalmente abbastanza ricche di gas, polvere interstellare e stelle giovani (stelle di popolazione I).
La classificazione di Hubble riconosce due tipi di galassie irregolari: le Irr I (irregolari del primo tipo) e le Irr II (irregolari del secondo tipo).
- Le galassie Irr I possiedono alcune strutture ma non abbastanza per classificarle chiaramente tra le altre.
- Le galassie Irr II non presentano nessuna struttura che permetta di classificarle.

Le galassie irregolari giganti sono una percentuale minima di quelle finora osservate, nel catalogo di Messier l'unica galassia irregolare gigante è M82 (Galassia Sigaro).